# Sebastião Salgado
Sebastião Ribeiro Salgado Júnior (Aimorés, 1944. február 8. − Párizs, 2025. május 23.) brazil fotográfus.

## Pályafutása
Kezdetben színes, később kizárólag fekete-fehér felvételeket készített, melyek védjegyévé váltak, akárcsak leghíresebb képsorozata, mely a brazil Serra Pelada aranybányánál készült.
1993-1999-ig az Exodus projekt keretében, száműzötteket, menekülteket fényképezett, akik üldözöttekké váltak hazájukban vallási okból, politikai nézeteik, származásuk miatt, vagy az éhezés elől menekültek. Rajtuk keresztül mutatta be a 20. század végének fájdalmas történelmét. 2000-ben világszerte kiállításokat rendeztek a képeiből. 
2001-ben UNICEF jótékonysági nagykövet lett. 2004 és 2011 közötti Genezis projektjének célja a természet és az emberiség arcainak bemutatása, mely tájakról, vadvilágról, ősi hagyományokkal és kultúrákkal élő emberi közösségekről készült fotósorozatból áll.
2014-ben Wim Wenders A föld sója című filmje Salgado életét és munkásságát mutatja be. 2021-ben Amazônia címmel 7 év fotográfusi munkájával az amazoniai esőerdők védelmére szerette volna felhívni a figyelmet. A fotókiállítás Jean-Michel Jarre zeneszerző zenei kísérőanyagával nyílt meg.
Több mint 120 országban készített fotósorozatokat. Legtöbbjük számtalan publikációban és könyvkiadásban helyet kapott. A képeiből összeállított kiállítások körbejárták a földet.

### Magyarországon
Magyarországon a World Press Photo kiállításokon, 2004-ben a Ludwig múzeumban, 2017-ben pedig a Műcsarnokban kaptak helyet képei.